# Andromaque et Pyrrhus
Andròmaca i Pirros (Andromaque et Pyrrhus en francès) és una obra de Guérin (1810) exposada al Louvre. A la dreta Oreste (Orestes en català) en posició de perfil, ve en nom dels grecs que volen Astyanaxa (Astíanax en català). En el quadre Pyrrhus (Pirros en català), assegut, estén la seva mà i el ceptre a Andromaque (Andròmaca en català) que es troba de genolls i plorant, i la posa sota la seva protecció. A l'esquerra, Hermione, gelósa del poder del seu rival, s'allunya amb ràbia. El grec Pyrrhus s'enamora de la seva presoner Andromaque, vídua de l'heroi troià Hèctor -mort per Aquil·les.- Però Pyrrhus té la intenció, en principi, de casar-se amb Hermione, filla de Menelau, rei d'Esparta. Pel que fa a Oreste, fill del rei Agamèmnon i Clitemnestra, estima apassionadament Hermione.